# 峰の松目
峰の松目（みねのまつめ）は、八ヶ岳連峰にある標高2,568mの山である。八ヶ岳中信高原国定公園に属する。
登山道は、桜平からオーレン小屋を経由するルートや、美濃戸口から赤岳鉱泉・赤岩の頭を経由するルートなどがある。山頂は樹林帯のため、展望はない。

## 周辺の山
- 赤岩の頭（2,656m）
- 硫黄岳（2,760m）
- 天狗岳（2,646m）

## 周辺の山小屋
- オーレン小屋
- 夏沢鉱泉
- 山びこ荘
- ヒュッテ夏沢